# Joseph-Samuel-Bloch-Medaille
Die Joseph-Samuel-Bloch-Medaille ist eine 1994 geschaffene Auszeichnung der Aktion gegen den Antisemitismus in Österreich.
Die nach dem Rabbiner Joseph Samuel Bloch benannte Auszeichnung wurde erschaffen, um besondere Verdienste im Kampf gegen Antisemitismus zu würdigen. Die Organisation „Aktion gegen den Antisemitismus in Österreich“, gegründet 1955 als eine unabhängige, überparteiliche Vereinigung, versucht mit Informations- und Bildungsveranstaltungen, durch wissenschaftliche Arbeiten in Schulen, Universitäten, in der Volksbildung und Öffentlichkeit dem verwurzelten Antisemitismus in Österreich entgegenzutreten.

## Träger
- 1994: Kurt Schubert, langjähriger Ordinarius für Judaistik an der Universität Wien
- 1996: Erika Weinzierl, österreichische Historikerin
- 1997: Rudolf Gelbard, Mitglied der Kultusgemeinde Wien und der sozialdemokratischen Freiheitskämpfer
- 2003: Karl Pfeifer, Journalist
- 2013: Ariel Muzicant, Unternehmer